# Museo de Historia Natural Tomás Romay de Santiago de Cuba
El Museo de Historia Natural Tomás Romay de Santiago de Cuba constituye una institución biológica destinada fundamentalmente a la zoología.
Comprende la mayor colección de huesos de mamíferos de Cuba, fundamentalmente de cetáceos, con sus trece salones científicos destinados a la exposición al público de piezas valiosas, están representados el 70% de la fauna de la región orientaly ejemplares de reptiles, anfibios, arácnidos, entre otras especies.